# Station Bielsko-Biała Zachód
Station Bielsko-Biała Zachód is een spoorwegstation in de Poolse plaats Bielsko-Biała.